# ラウターシュタイン
ラウターシュタイン (ドイツ語: Lauterstein、 発音) は、ドイツ連邦共和国バーデン＝ヴュルテンベルク州シュトゥットガルト行政管区のゲッピンゲン郡に属す市である。

## 地理

### 位置
ラウターシュタインの市域は、ラウター川流域の海抜およそ 440 m から、シュヴェービシェ・アルプの尾根のやや裏側にあたるベルンハルドゥス山の海抜 778.1 m に位置している。これには、ラウター川やその短い2本の支流の谷の他、シュヴェービシェ・アルプの森に覆われた高地が含まれている。
ラウターシュタインは、郡庁所在地ゲッピンゲンから東に直線距離で約 16 km、オストアルプ郡の隣町シュヴェービッシュ・グミュント中心部から南東に約 12 km、州都シュトゥットガルトからは東に約 52 km、大都市ウルムからは北北西に約 35 km の距離にある。

### 市の構成
ラウターシュタインはかつて独立した自治体であったネニンゲンとヴァイセンシュタインで構成されている。ネニンゲンにはネニンゲン集落が属す。ヴァイセンシュタインにはヴァイセンシュタイン旧市とハウス・リュッツェルアルプ、ハウス・ルーペルトシュテッテン、ハウス・シュタインクハウスおよび廃村ブイティンゲンが含まれる。

### 隣接する市町村
ラウターシュタインには、北西はヴァルトシュテッテン、北はシュヴェービッシュ・グミュント、北東はバルトロメ（以上、いずれもオストアルプ郡に属す）、南東から南はベーメンキルヒ、南西は小都市ドンツドルフ（ともにゲッピンゲン郡）と境を接している。

### 土地利用
| 用途                 | 面積 (ha) | 占有率 (%) |
| -------------------- | --------- | ---------- |
| 住宅地               | 54        | 2.3        |
| 商工業地             | 16        | 0.7        |
| レクリエーション用地 | 7         | 0.3        |
| その他市街地         | 27        | 1.2        |
| 交通用地             | 75        | 3.2        |
| 農業用地             | 637       | 27.3       |
| 森林                 | 1,482     | 63.6       |
| 水域                 | 9         | 0.4        |
| その他               | 24        | 1.0        |
| 合計                 | 2,331     | 100        |

2022年現在の州統計局のデータに基づく。

## 歴史

### 市町村合併
ラウターシュタインは、バーデン＝ヴュルテンベルク州の市町村再編に伴い、1974年1月1日に、ネニンゲンとヴァイセンシュタイン市が統合されて成立した。

### ネニンゲンの歴史
ネニンゲンは中世後期からレヒベルク家の支配下にあり、ヴァイセンシュタイン家の領土の一部であった。陪臣化により1806年にラウター川右岸がヴュルテンベルク王国領となり、1810年までオーバーアムト・グミュントのデーゲンフェルトに属した。ラウター川左岸側は当初バイエルン王国に属したが、1810年に領土交換によってヴュルテンベルク領となった。1810年以降、再度統一されたネニンゲンはオーバーアムト・ガイスリンゲンに属した。ナチ時代のヴュルテンベルクの行政改革により、1938年にゲッピンゲン郡に編入された、

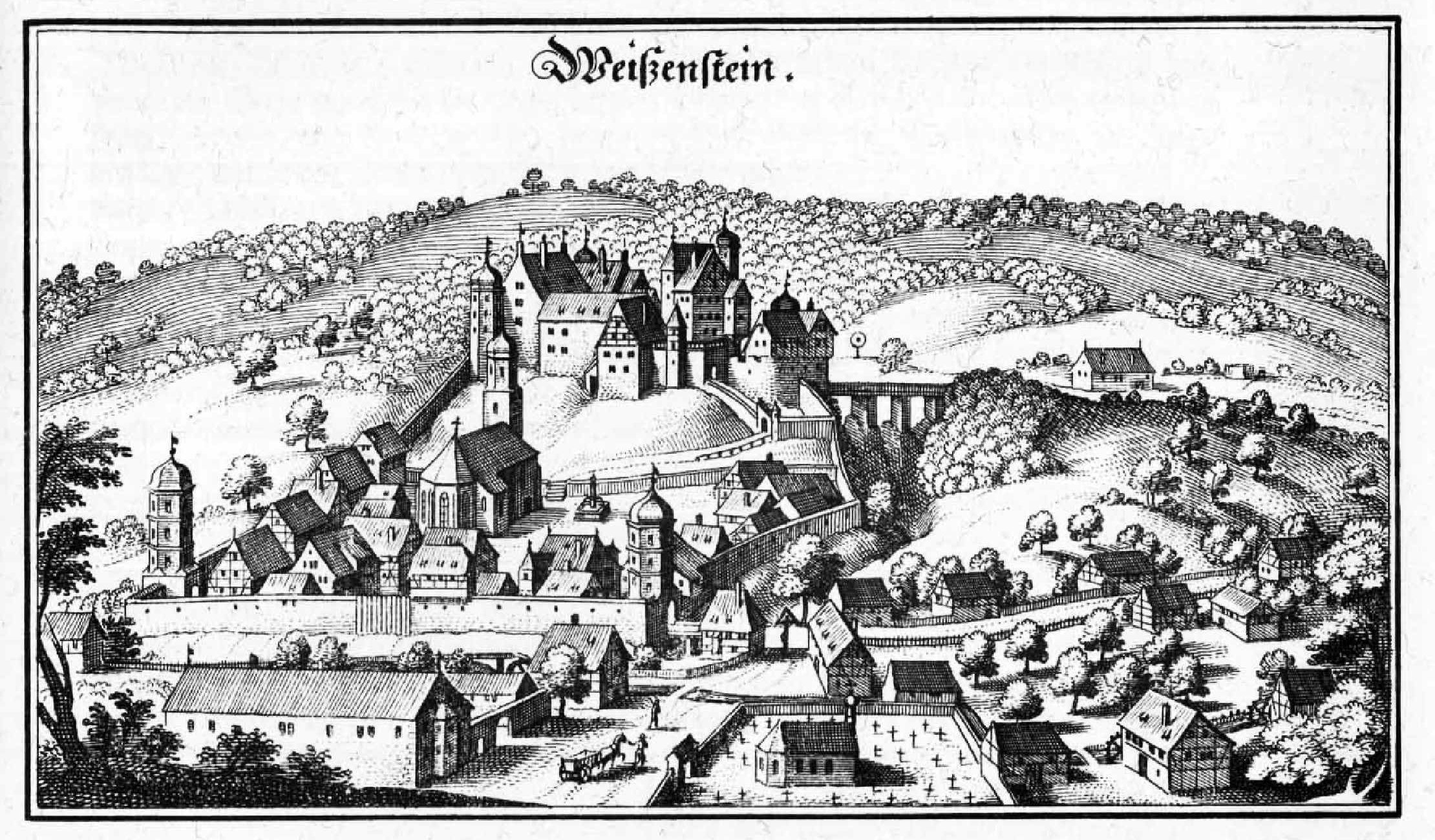
1643/1656年のマテウス・メーリアンの銅版画に描かれたヴァイセンシュタイン

### ヴァイセンシュタインの歴史
ヴァイセンシュタインは、ネニンゲン同様、ヴァイセンシュタイン家の構成要素として、レヒベルク家の様々な家系が入れ替わり所有した。14世紀にヴァイセンシュタインは都市権を取得した。陪臣化によりヴァイセンシュタインは1806年にバイエルン王国領となったが、最終的には1810年にヴュルテンベルク王国領となった。これ以後ヴァイセンシュタインはオーバーアムト・ガイスリンゲンに属した。1938年4月25日の行政改革でゲッピンゲン郡の所属となった。
第二次世界大戦後ネニンゲンとヴァイセンシュタインは、アメリカ占領地区の一部となり、新設されたヴュルテンベルク＝バーデン州に属した。この州は1952年に現在のバーデン＝ヴュルテンベルク州に再編された。

## 住民

### 人口推移
出典: 1961年以降の数値はバーデン＝ヴュルテンベルク州統計局のデータによる。
| 時点           | 人口（人） |
| -------------- | ---------- |
| 1837年         | 1,090      |
| 1907年         | 1,201      |
| 1939年05月17日 | 1,596      |
| 1950年09月13日 | 2,314      |
| 1961年06月06日 | 2,457      |
| 1970年05月27日 | 2,673      |
| 1983年12月31日 | 2,563      |
| 1987年05月25日 | 2,660      |
| 1991年12月31日 | 2,781      |
| 1995年12月31日 | 2,865      |
| 2005年12月31日 | 2,811      |
| 2010年12月31日 | 2,681      |
| 2015年12月31日 | 2,561      |
| 2020年12月31日 | 2,583      |

## 行政

### 議会
ラウターシュタインの市議会は12議席からなる。議会はこれらの選出された名誉職の議員と議長を務める市長で構成される。市長は議会において投票権を有している。

### 首長
2006年からミヒャエル・レンツが市長を務めている。彼は2014年1月19日の選挙で 97.9 % の支持票を獲得して2期目の、2022年2月6日の選挙で 99.3 % の支持を得て3期目の再選を果たした。

### 紋章
図柄: 金地。下縁からオベリスク風の銀の岩が突き出している。向かって左に左前脚を伸ばし、岩に抱きつく赤い獅子。向かって右に緑の鷲の翼（爪のある翼）。

## 経済と社会資本

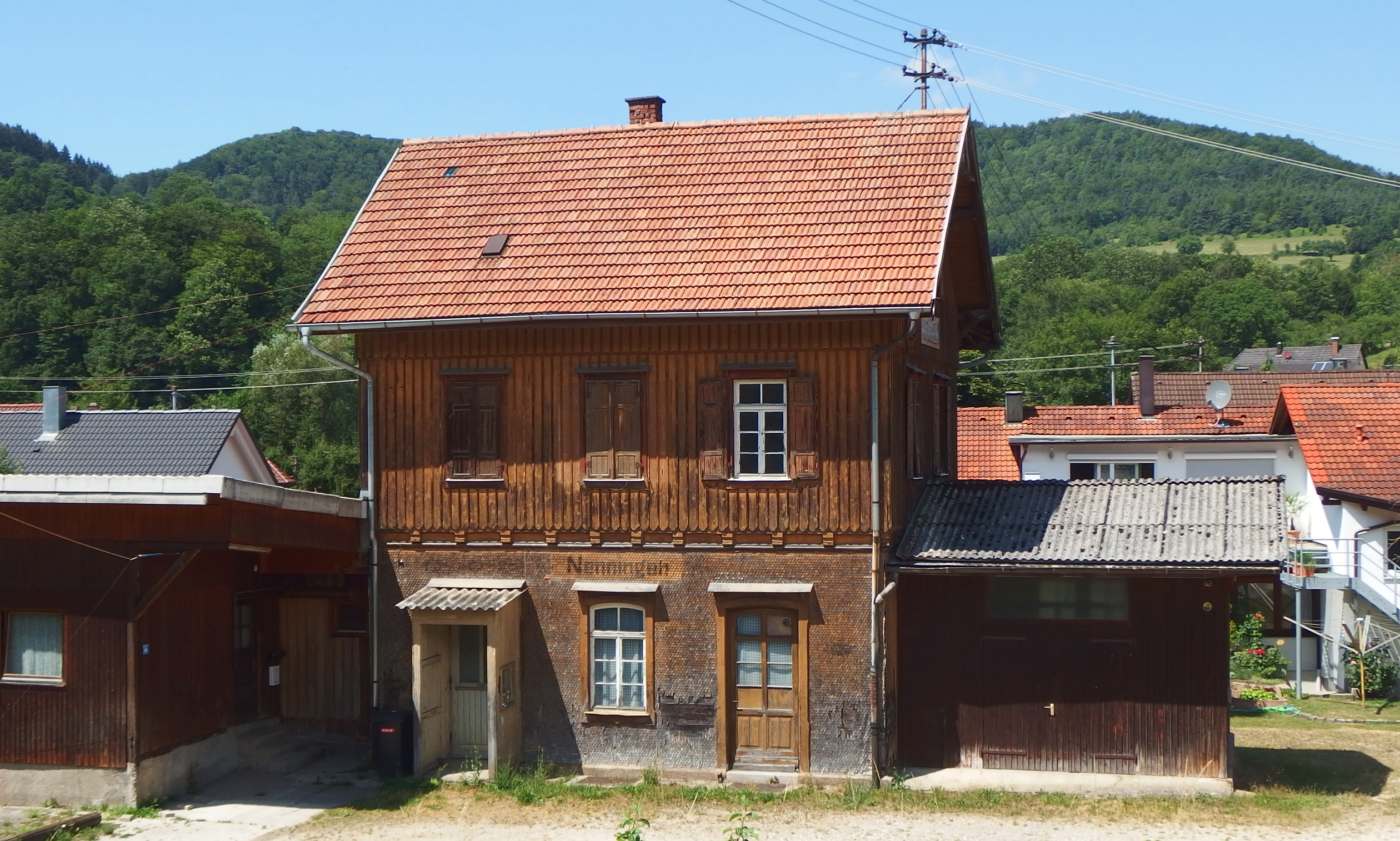
旧ネニンゲン駅

### 交通
ラウターシュタインは連邦道466号線および州道1160号線でアクセス可能である。
1901年から1980年までヴァイセンシュタインはジューセンからのラウタータール鉄道の終点であった。王立ヴュルテンベルク邦有鉄道はネニンゲンとヴァイセンシュタインに Typ IIa と Typ IIIb の統一駅舎をそれぞれ建設した。

### 地元企業
最も重要な雇用主はバネ工場のモニンガー・フェーデルン GmbH である。この大企業の他には小規模業者がいくつかある。
2016年、市域内に16基の Typ General Electric 2.75-120 が稼働するヴィントパルク・ラウターシュタイン（ラウターシュタイン風力発電所）が設けられた。

### 教育
ラウターシュタイン市にはラウターシュタイン基礎課程学校がある。その他の上級学校の生徒は、ドンツドルフやジューセンに通学しなければならない。

## 文化と見所

### 建築

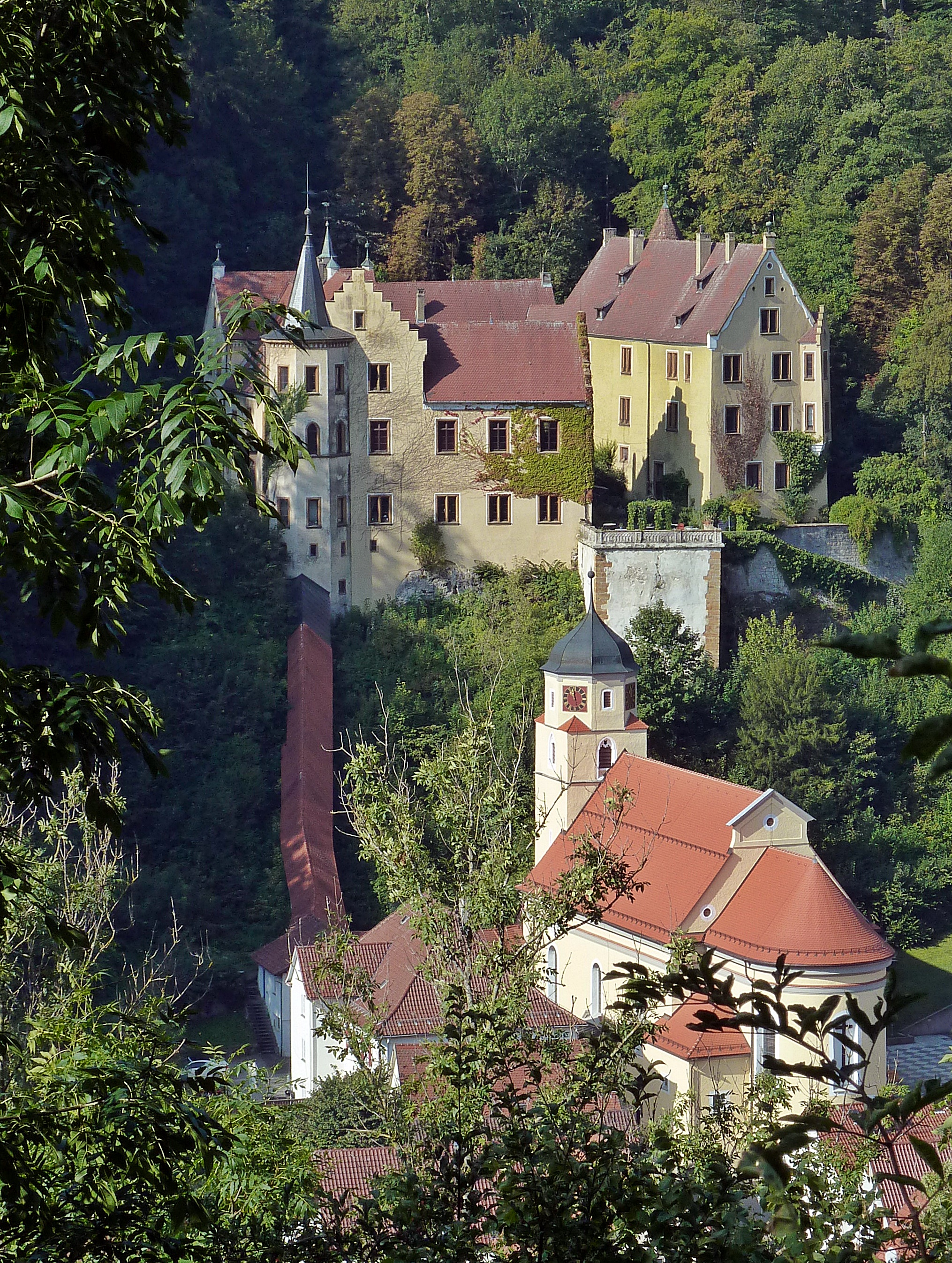
ヴァイセンシュタイン城

- ヴァイセンシュタイン市区の旧市街を見下ろす高台に、レヒベルクおよびローテンレーヴェン伯の主城であったヴァイセンシュタイン城がある。国家社会主義政府は、1941年にこの城を少なくとも58人のユダヤ人の強制収容所とした。ここから一部はリガへ、他の一部はイズビツァ（ドイツ語版、英語版）へ、残りはテレージエンシュタットのゲットーへ移送された[12][13]。
- カトリックのマリエン教会、1716年頃の建造
- マリアとヨゼフの像が彫られた、バロック様式の彫刻柱（教区教会の近く）[14]
- ネニンゲン市区の墓地礼拝堂。イグナツ・ギュンター作のピエタ像を収蔵している[15]。
- 市内のベルンハルドゥスベルクに1880年に建設された聖ベルンハルドゥス巡礼礼拝堂がある。ここは、1733年に建立された巡礼教会がかつて建っていた場所である。

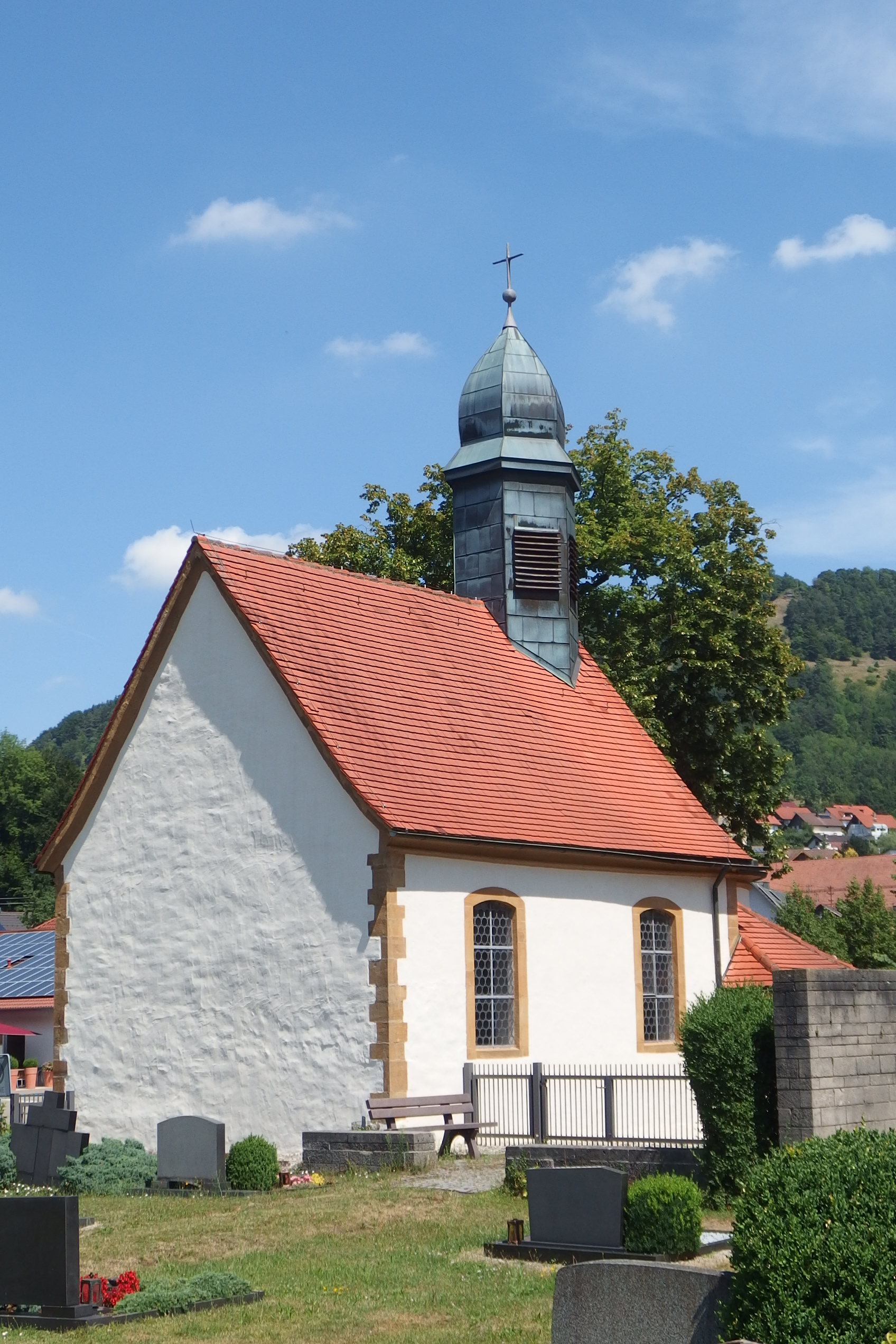
墓地礼拝堂
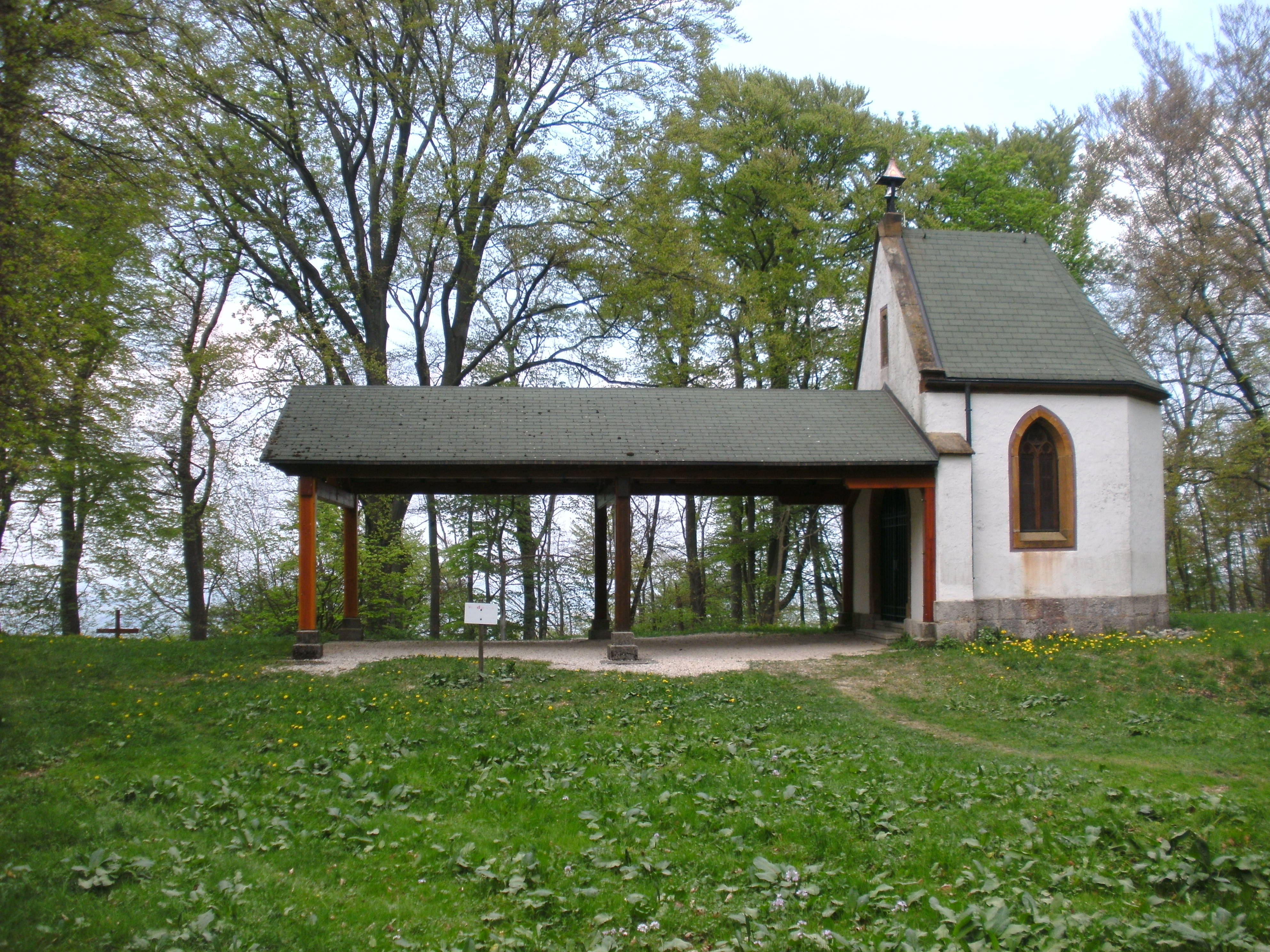
聖ベルンハルドゥス巡礼礼拝堂

### クラブ・団体
ラウターシュタインには地区ごとに TV ネニンゲンと TV ヴァイセンシュタインの2つの体操クラブがある。両者のハンドボール部門は1995年に SG ラウターシュタインとして統合された。SG ラウターシュタインの男子第1チームは、オーバーリーガ・バーデン＝ヴュルテンベルクに参加している。TV ヴァイセンシュタインのバレーボールチームは、トゥルンガウ・シュタウフェンのガウルンデで Mixed 1B とユースに参加している。テニス部門は男子チームと女子チームが活動している。
子供のカーニバル、敬老活動、市祭、夏祭、聖ニコラス祭、独自の劇団が毎年の演劇祭で新作を上演することで、文化的成功を収めてもいる。
ラウターシュタインにはいくつかの合唱団とオーケストラがある。合唱団には、Chorisma（旧青年合唱団）、リーダークランツ・ヴァイセンシュタイン、ネニンゲン教会合唱団、TV ネリンゲンのゼンガーリーゲがある。ネニンゲン音楽協会とシュタットカペレ・ヴァイセンシュタインの2つの音楽協会は活発なオーケストラやユースオーケストラ、音楽グループを擁しており、街の文化生活に寄与している。

### 自然
ラウターシュタインは、人口密度が高いゲッピンゲン地域において重要な近郊保養地の1つである。北東部のアルブーフには、広さ 2,332 ha の森が広がっている。アルブーフや、貯水池（クリステンタール洪水調整池）のある絵画的で伝承に満ちた雰囲気のクリステンタールは人気の散策地である。冬にはスキー愛好家のためにロイペ（ノルディックスキー用の溝）が設けられる。

## 関連図書
- Christoph Friedrich von Stälin, ed (1842). “Weißenstein”. Beschreibung des Oberamts Geislingen. Die Württembergischen Oberamtsbeschreibungen 1824–1886. Band 17. Stuttgart / Tübingen: Cotta’sche Verlagsbuchhandlung
- Josef Seehofer (1981). Stadt Lauterstein. ed. Stadt Weißenstein und Gemeinde Nenningen sind seit 1. Januar 1974 Stadt Lauterstein in Vergangenheit und Gegenwart. Schwäbisch Gmünd: Einhorn-Verlag. ISBN 978-3-921703-32-8